# J. R. Hildebrand
John R. Hildebrand Jr. (né le 3 janvier 1988 à Sausalito en Californie) est un pilote automobile américain.
En 2011, JR Hildebrand participe pour la première fois aux 500 miles d'Indianapolis dont c'est l'édition du centenaire. À la surprise générale, il mène l'épreuve à quelques tours de l'arrivée car il a tenté le pari de ne pas s'arrêter ravitailler en carburant. Alors que le drapeau à damier se profile, il s'écrase dans le dernier virage en dépassant le pilote retardataire Charlie Kimball. Sur son élan, sa monoplace poursuit sa route, ce qui lui permet de se classer deuxième de la course derrière Dan Wheldon.

## Carrière
- 2004 : Formule Russell, 1er (7 victoires)
- 2005 : Formule 2000 Pacifique, 2e (2 victoires)
  - Formule Palmer Audi Automne, 3e
- 2006 : Formule Ford 2000 USA, 1er (12 victoires)
- 2007 : Atlantic Championship, 7e
- 2008 : Indy Lights, 5e (1 victoire)
- 2009 : Indy Lights, 1er (4 victoires)

## Résultats aux500 milesd'Indianapolis
| Année | Châssis | Moteur    | Départ | Arrivée | Équipe                   |
| ----- | ------- | --------- | ------ | ------- | ------------------------ |
| 2011  | Dallara | Honda     | 12     | 2       | Panther Racing           |
| 2012  | Dallara | Chevrolet | 18     | 14      | Panther Racing           |
| 2013  | Dallara | Chevrolet | 10     | 33      | Panther Racing           |
| 2014  | Dallara | Chevrolet | 9      | 10      | Ed Carpenter Racing (en) |
| 2015  | Dallara | Chevrolet | 10     | 8       | CFH Racing (en)          |
| 2016  | Dallara | Chevrolet | 15     | 6       | Ed Carpenter Racing (en) |
| 2017  | Dallara | Chevrolet | 6      | 16      | Ed Carpenter Racing (en) |